# Nicolas Fiore
Nicolas Fiore (Port Coquitlam (Columbia Britànica), 14 de febrer, 1918 - London (Ontario), 18 de març, 1979), fou un flautista canadenc en actiu fins que es va retirar la temporada 1977-1978.
Va destacar i el lloaren pel seu bonic fraseig i la rara brillantor de la seva tècnica. Robert Aitken, que fou alumne seu el va considerar "el millor flautista natural" que havia conegut mai.